# Arnefrido
Arnefrido o Arnefrit (... – Nimis, 663) è stato un duca longobardo, figlio del duca del Friuli Lupo.
Alla morte del padre Lupo, ucciso in battaglia dagli Avari che avevano invaso il ducato del Friuli su richiesta del re longobardo Grimoaldo (che aveva così voluto punire la ribellione del duca), Arnefrido reclamò per sé il trono ducale. Grimoaldo, tuttavia, si trovava ancora nel ducato con il suo esercito, restio a consegnare un ducato strategicamente importante ad una famiglia che non gli era stata fedele, specie in una estenuazione di precarietà politica per Grimoaldo; così Arnefrido, temendolo, cercò rifugio pressi i vicini Slavi, a Carnunto. Da qui mosse, alla testa degli stessi Slavi, verso l'Italia, con l'intenzione di riconquistare il ducato; furono però gli stessi Longobardi friulani a fermarlo, assalendolo e uccidendolo presso il castello di Nimis, non lontano da Cividale (663). Al suo posto, Grimoaldo insediò come duca il fedele Vectari.